# Hiroaki Kamijo
Hiroaki Kamijo (上條 宏晃 Kamijo Hiroaki?, nacido el 22 de abril de 1989 en Chiba) es un exfutbolista japonés. Jugaba de delantero y su único club fue el Fagiano Okayama de Japón.

## Trayectoria

### Clubes
| Club            | País  | Año         |
| --------------- | ----- | ----------- |
| Fagiano Okayama | Japón | 2012 - 2015 |

## Estadística de carrera

### J. League
| Club            | Año   | J. League | J. League | Copa J. League | Copa J. League | Total | Total |
| Club            | Año   | Part.     | Goles     | Part.          | Goles          | Part. | Goles |
| --------------- | ----- | --------- | --------- | -------------- | -------------- | ----- | ----- |
| Fagiano Okayama | 2012  | 15        | 0         | -              | -              | 15    | 0     |
| Fagiano Okayama | 2013  | 7         | 0         | -              | -              | 7     | 0     |
| Fagiano Okayama | 2014  | 0         | 0         | -              | -              | 0     | 0     |
| Fagiano Okayama | 2015  | 0         | 0         | -              | -              | 0     | 0     |
| Total           | Total | 22        | 0         | 0              | 0              | 22    | 0     |